# Serixia albosternalis
Serixia albosternalis är en skalbaggsart som beskrevs av Stefan von Breuning 1958. Serixia albosternalis ingår i släktet Serixia och familjen långhorningar. Inga underarter finns listade i Catalogue of Life.